# Langenweißbach
Die Gemeinde Langenweißbach im sächsischen Landkreis Zwickau besteht aus den drei Ortsteilen Langenbach, Weißbach und Grünau. Sie gründete sich am 1. Juli 1996 im Rahmen der Gemeindegebietsreform aus der damaligen Gemeinde Langenbach mit dem Ortsteil Grünau und der Gemeinde Weißbach.

## Geografie

### Geografische Lage
Die Gemeinde liegt im Landkreis Zwickau, an der Zwickauer Mulde und an der Bahnstrecke von Zwickau nach Johanngeorgenstadt, sowie an der Bundesstraße 93 – südöstlich von Zwickau hinter Wilkau-Haßlau und Wildenfels, im unteren Westerzgebirge. In Weißbach erstreckt sie sich bis an den Hohen Forst (Hartmannsdorfer Forst). Die Höhenlage in der Gemeinde reicht von 300 m an der Zwickauer Mulde bis 580 m am Hohen Forst. Grünau liegt im Wildenfelser Zwischengebirge.

### Nachbargemeinden
|                                                           | Stadt Wildenfels im Landkreis Zwickau       | Stadt Hartenstein im Landkreis Zwickau   |
| Stadt Kirchberg im Landkreis Zwickau                      | Kompassrose, die auf Nachbargemeinden zeigt | Stadt Aue-Bad Schlema im Erzgebirgskreis |
| Gemeinde Hartmannsdorf bei Kirchberg im Landkreis Zwickau | Stadt Schneeberg im Erzgebirgskreis         |                                          |

### Gemeindegliederung
- Weißbach mit Hermannsdorf
- Langenbach mit Lerchenberg, Fährbrücke und Neudörfel
- Grünau

## Geschichte
Im 11. und 12. Jahrhundert kam es immer wieder zu kriegerischen Auseinandersetzungen zwischen Deutschen und Sorben in dieser Region. Das errungene Land wurde urbar gemacht und die Menschen ernährten sich von Gejagtem und Gefischtem. In dieser Zeit versuchte man vielerorts die deutsche Herrschaft durch den Bau von Burgen, später Klöstern und Kirchen, zu festigen. So errichteten die Herren von Wiese an der Mulde einen Rittersitz, die heutige Burg Wiesenburg.
Durch den Gründer und Erbauer Ritter Veit erhielt Weißbach seinen Namen Veitsbach. Im 11. Jahrhundert wurde, von Zwickau über den Gebirgskamm nach Böhmen führend, eine Handelsstraße erbaut. Diese Verkehrsader, heute noch Silberstraße genannt, ermöglichte um 1466 die Entwicklung des Silberbergbaus in Schneeberg.
Im 16. und 17. Jahrhundert war das Leben der Menschen überwiegend durch Waldarbeit gekennzeichnet. Später entwickelten sich Langenbach, Weißbach und Grünau zu Bauerndörfern. Im 16. Jahrhundert wurde in Weißbach die spätgotische Hallenkirche und 1755 die Langenbach Kirche als Barockbau errichtet. In Grünau, das früher Kalkgrün hieß, wurde ein kurfürstlicher Marmorbruch betrieben.
1858 entstand die Bahnstrecke Zwickau–Schwarzenberg. Durch die dadurch geschaffene Bahnstation Fährbrücke wurde eine spätere Ansiedlung der Papier- und Chemiefabriken in Langenbach möglich. Arbeiter zogen zu und ein verstärkter Wohnungsbau setzte ein. Im Ortsteil Grünau entstanden Kalksteinbrüche.
So entwickelte sich aus den Bauerndörfern Langenbach und Grünau eine Arbeiterwohngemeinde. In Weißbach dagegen spielte die Landwirtschaft eine große Rolle. Die Weißbacher Bauern nutzten die Silberstraße und später die Bahnverbindung über Wiesenburg für die Vermarktung ihrer pflanzlichen und tierischen Produkte.
Vor dem Ersten Weltkrieg war Weißbach durch einen regen Butterhandel weit über die Region hinaus bekannt geworden. Die drei Ortsteile waren nach der Kapitulation der Wehrmacht am 8. Mai 1945 bis Anfang Juni Teil des für einige Zeit unbesetzten Gebietes im Westerzgebirge ("Republik Schwarzenberg").
Weißbach und die mit ihr verbundene Flur Hermannsdorf (ab 1791 mit Weißbach vereinigt) gehörten ursprünglich zur Herrschaft Wiesenburg. Nach einer Fehde kamen sie um 1253 zur Herrschaft Wildenfels und gehörten nach deren Vereinigung um 1706 bis 1856 zum Amt Zwickau und danach zum Gerichtsamt Wildenfels. Seit 1875 gehörten sie zur Amtshauptmannschaft Zwickau, deren Nachfolger der Landkreis Zwickau ist.
Langenbach und die Siedlungen Lerchenberg und Fährbrücke gehörten zum schönburgischen Amt Stein. Seit 1885 gehörte es ebenfalls zur Amtshauptmannschaft Zwickau, deren Nachfolger der Landkreis Zwickau ist.
Die zu Langenbach gehörende Siedlung Fährbrücke entstand im 19. Jahrhundert durch Ansiedlung verschiedener Fabriken am Ufer der Zwickauer Mulde. Begünstigt durch die Lage an der Eisenbahnlinie nach Zwickau, entstand 1882 eine Holzstofffabrik (1939 stillgelegt) und 1881 die Fährbrücke Spezialpapiere GmbH, welche bis 2013 bestand. Die 1891 gegründete chemische Fabrik existierte bis 2011 unter dem Namen CCF Chemische Fabrik Fährbrücke GmbH. Später setzten die Loser Chemie GmbH und heute die Ecolochem GmbH die Tradition der chemischen Produktion am Standort fort.
Der Ort Neudörfel (Langenweißbach) war zwischen Langenbach und Weißbach geteilt. Somit war der Ort bis 1885 auch zwischen den Ämtern Zwickau und Stein geteilt.
Grünau gehörte zum weiter entfernten Amt Grünhain, welches aus den Ländereien des Klosters Grünhain hervorging. 1843 kam Grünau zum Amt Kirchberg und 1856 zum Gerichtsamt Wildenfels. Ab 1875 gehörte es wie Weißbach zur Amtshauptmannschaft Zwickau, deren Nachfolger der Landkreis Zwickau ist. 1952 wurde Grünau nach Langenbach eingemeindet.

### Religionen
Die ev.-luth. Kirchgemeinde Langenbach bildete bis 2005 ein Kirchspiel mit der Kirchgemeinde Wildbach. Seit 2006 gehört sie mit der Kirchgemeinde Weißbach zur neu gegründeten Kirchgemeinde Langenweißbach im Kirchenbezirk Zwickau. Somit wurde die Kirchgemeinde aus ihrer jahrhundertelangen historischen Bindung gelöst und den neueren politischen Grenzen Rechnung getragen. Wildbach bildet seitdem einen Teil des Kirchspieles Bad Schlema im Kirchenbezirk Aue.
Grünau gehört zur ev.-luth. Kirchgemeinde in Schönau.
Die ev.-meth. Kirchengemeinde Weißbach gehört zum Kirchenbezirk Schneeberg.

### Eingemeindungen
| Ehemalige Gemeinde | Datum          | Anmerkung                                        |
| ------------------ | -------------- | ------------------------------------------------ |
| Grünau             | 1. Januar 1952 | Eingemeindung nach Langenbach                    |
| Hermannsdorf       | vor 1880       | Eingemeindung nach Weißbach                      |
| Langenbach         | 1. Juli 1996   | Zusammenschluss mit Weißbach zu Langenweißbach   |
| Lerchenberg        | vor 1880       | Eingemeindung nach Langenbach                    |
| Neudörfel          | vor 1880       | Eingemeindung nach Langenbach                    |
| Weißbach           | 1. Juli 1996   | Zusammenschluss mit Langenbach zu Langenweißbach |

### Einwohnerentwicklung
| 2018: 2.461 |
| 2019: 2.473 |

## Politik

### Gemeinderat
Seit der Gemeinderatswahl am 9. Juni 2024 verteilen sich die Sitze des Gemeinderates folgendermaßen auf die einzelnen Gruppierungen:
- CDU: 5 Sitze
- Unabhängige Wählergemeinschaft Langenweißbach (UWG): 4 Sitze (+1)
- Bürger für Langenweißbach: 3 Sitze
- AfD: 1 Sitz (ein Sitz bleibt mangels Kandidat unbesetzt)

| Gemeinderat ab 2024Insgesamt 13 Sitze - UWG: 4 - BfL: 3 - CDU: 5 - AfD: 1 Die AfD kann einen Sitz nicht besetzen. Der Gemeinderat verkleinert sich entsprechend. | Vorschlag                                     | 2024   | 2024   | 2019   | 2019   | 2014   | 2014   |
| Gemeinderat ab 2024Insgesamt 13 Sitze - UWG: 4 - BfL: 3 - CDU: 5 - AfD: 1 Die AfD kann einen Sitz nicht besetzen. Der Gemeinderat verkleinert sich entsprechend. | Vorschlag                                     | Sitze  | in %   | Sitze  | in %   | Sitze  | in %   |
| Gemeinderat ab 2024Insgesamt 13 Sitze - UWG: 4 - BfL: 3 - CDU: 5 - AfD: 1 Die AfD kann einen Sitz nicht besetzen. Der Gemeinderat verkleinert sich entsprechend. | CDU                                           | 5      | 36,5   | 5      | 38,2   | 6      | 48,9   |
| Gemeinderat ab 2024Insgesamt 13 Sitze - UWG: 4 - BfL: 3 - CDU: 5 - AfD: 1 Die AfD kann einen Sitz nicht besetzen. Der Gemeinderat verkleinert sich entsprechend. | Unabhängige Wählergemeinschaft Langenweißbach | 4      | 29,9   | 9      | 61,8   | 8      | 51,1   |
| Gemeinderat ab 2024Insgesamt 13 Sitze - UWG: 4 - BfL: 3 - CDU: 5 - AfD: 1 Die AfD kann einen Sitz nicht besetzen. Der Gemeinderat verkleinert sich entsprechend. | Bürger für Langenweißbach                     | 3      | 18,1   | –      | –      | –      | –      |
| Gemeinderat ab 2024Insgesamt 13 Sitze - UWG: 4 - BfL: 3 - CDU: 5 - AfD: 1 Die AfD kann einen Sitz nicht besetzen. Der Gemeinderat verkleinert sich entsprechend. | AfD                                           | 1      | 15,5   | –      | –      | –      | –      |
| Gemeinderat ab 2024Insgesamt 13 Sitze - UWG: 4 - BfL: 3 - CDU: 5 - AfD: 1 Die AfD kann einen Sitz nicht besetzen. Der Gemeinderat verkleinert sich entsprechend. | Wahlbeteiligung                               | 78,7 % | 78,7 % | 70,4 % | 70,4 % | 59,0 % | 59,0 % |

### Bürgermeister
Von 2010 bis 2024 war Jens Wächtler (UWG) Bürgermeister. Das letzte Mal wurde er 2017 mit 98,8 % wiedergewählt. Bei der Bürgermeisterwahl 2024 wurde Denis Grellmann gewählt.
| Wahl | Bürgermeister   | Vorschlag | Wahlergebnis (in %) |
| ---- | --------------- | --------- | ------------------- |
| 2024 | Denis Grellmann | UWG       | 34,7                |
| 2017 | Jens Wächtler   | UWG       | 98,8                |
| 2010 | Jens Wächtler   | UWG       | 58,3                |
| 2003 | Jörg Richter    | CDU       | 70,1                |

### Ortspartnerschaften
Langenweißbach unterhielt von 1990 bis 2025 eine Partnerschaft mit Otzberg in Hessen.

## Kultur und Sehenswürdigkeiten

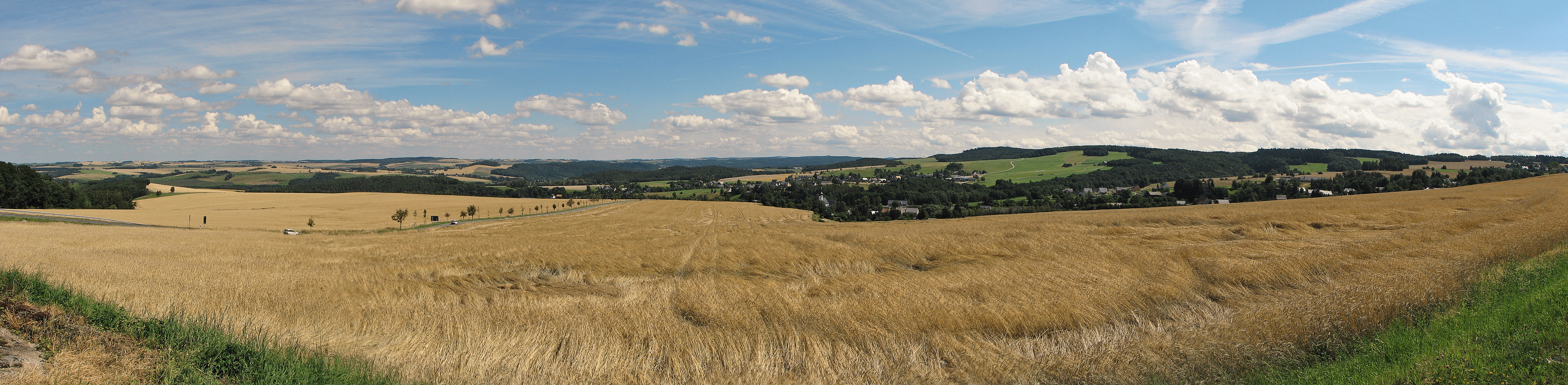
Panorama von Weißbach

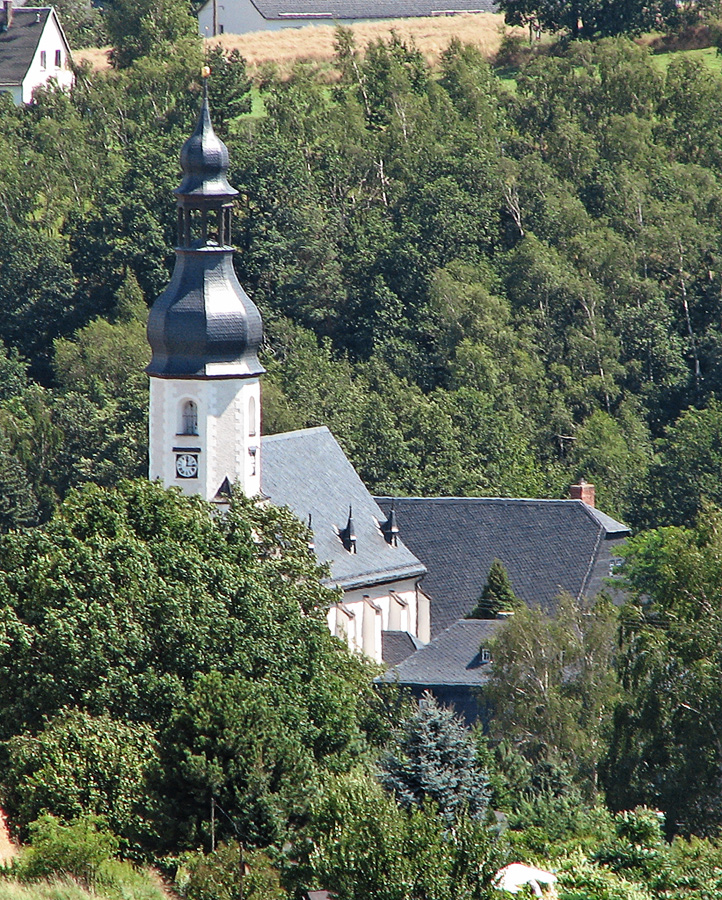
Salvatorkirche Weißbach
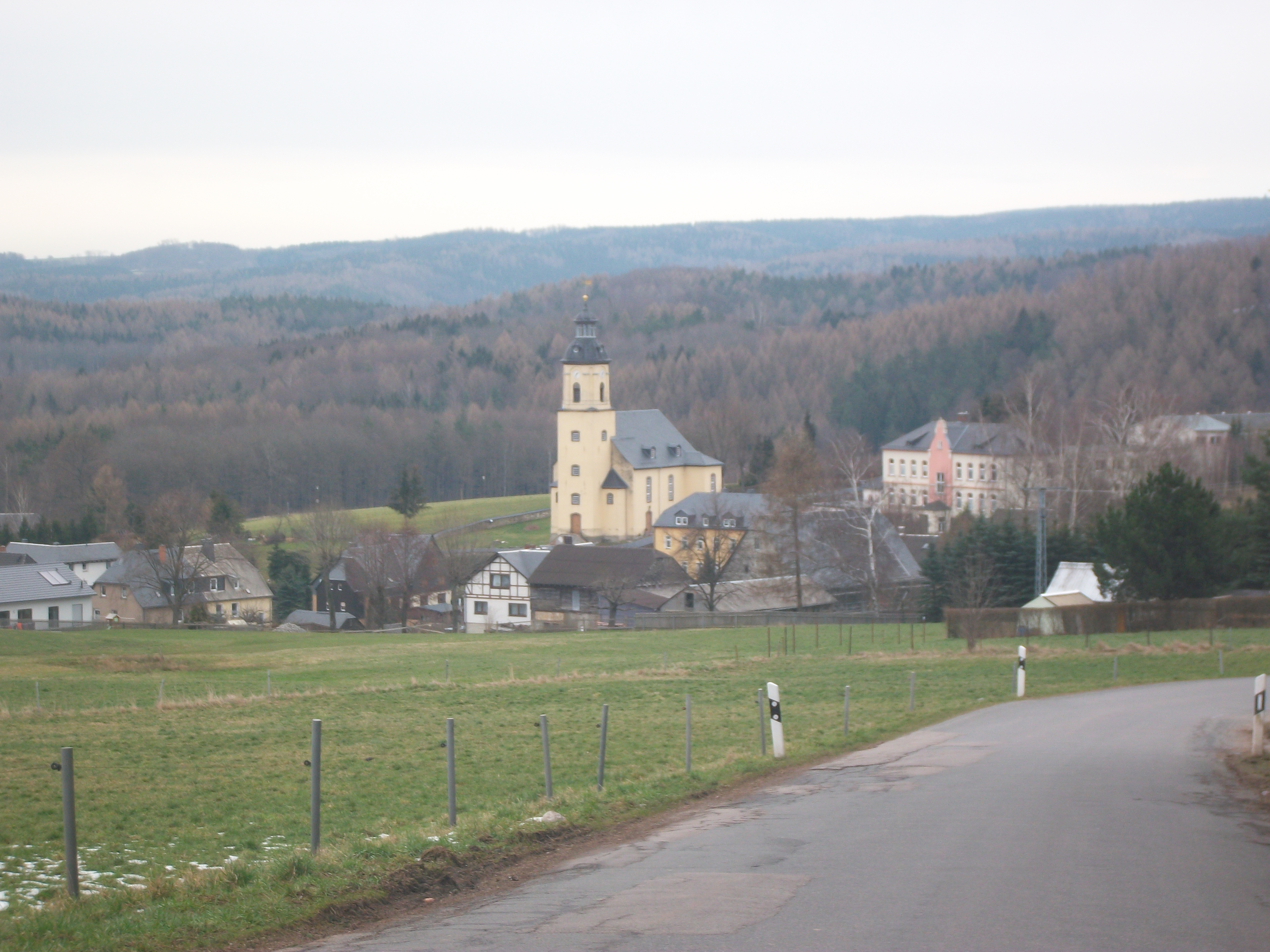
Kirche Langenbach
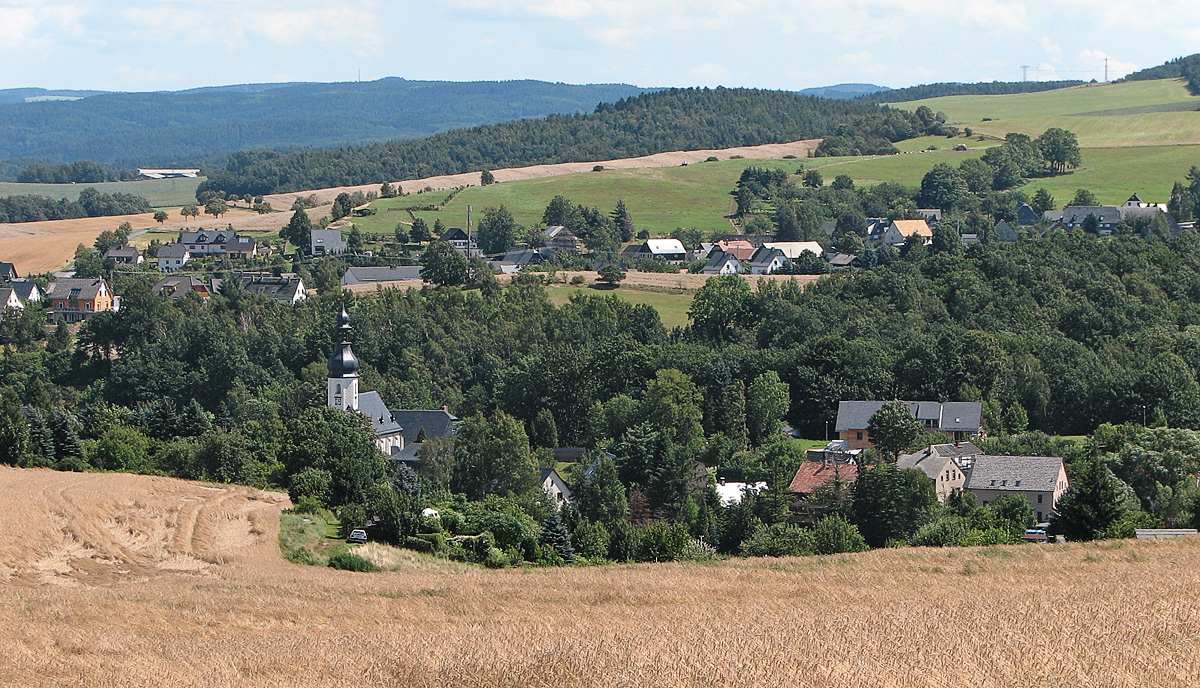
Weißbach

- Die spätgotische Salvatorkirche im Ortsteil Weißbach ist reich ausgestattet. Sie entstand in den Jahren 1515/16 und wurde 1694 umgebaut. Der spätgotische Flügelaltar von Peter Breuer stammt aus den Jahren 1518/20. Decke und Emporen sind bemalt. Die Kanzel ist von 1693, das Kruzifix von 1695. Ferner besitzt die Kirche lebensgroße Holzschnitte der Reformatoren Luther und Melanchthon aus dem 16. Jahrhundert.
- Die Kirche von Langenbach ist ein barocker Bau aus den Jahren 1754/55.
- Im Ortsteil Grünau steht die einzige Ruine eines Kalkofens vom Typ Kalkringbrennofen in Sachsen.
- Im Ortsteil Weißbach befindet sich am Waldrand des Hohenforstes das Vereinsbergwerk (Schaubergwerk) Engländerstolln (1944) mit angeschnittenem mittelalterlichen Altbergbau der Martin-Römer-Grube(n). Es kann regelmäßig besichtigt werden.

### Freizeit und Tourismus
- Im Ortsteil Langenbach befindet sich ein Waldbad.
- Durch den Ort führt der Mulderadweg von Zwickau nach Aue.
- Auf einem Wanderweg durch den Oelbachgrund Richtung Griesbach gelangt man zum Hermannsgrab.

### Naturschutz
- Siehe auch: Liste der Naturdenkmale in Langenweißbach

### Sport
In Langenweißbach sind mehrere Freizeitsportvereine ansässig. Dazu gehören unter anderem der SV Rotation Langenbach e. V. (Fußball, Tischtennis und Leichtathletik) sowie der SV Weißbach 1864 e. V. Sowohl in Weißbach als auch in Langenbach konnten trotz der vergleichsweise niedrigen Bevölkerungszahl Jugendfußballmannschaften etabliert werden. Die Tischtennissektion vom SV Rotation Langenbach ist seit Jahren ein wichtiger Bestandteil der außerschulischen Aktivitäten von Jugendlichen der Gemeinde.

### Verkehr
Durch den oberen Ortsteil von Weißbach verläuft die Bundesstraße 93 von Zwickau nach Schneeberg. Mit dem Haltepunkt Fährbrücke besitzt der Ort eine Station an der Bahnstrecke Zwickau–Schwarzenberg.

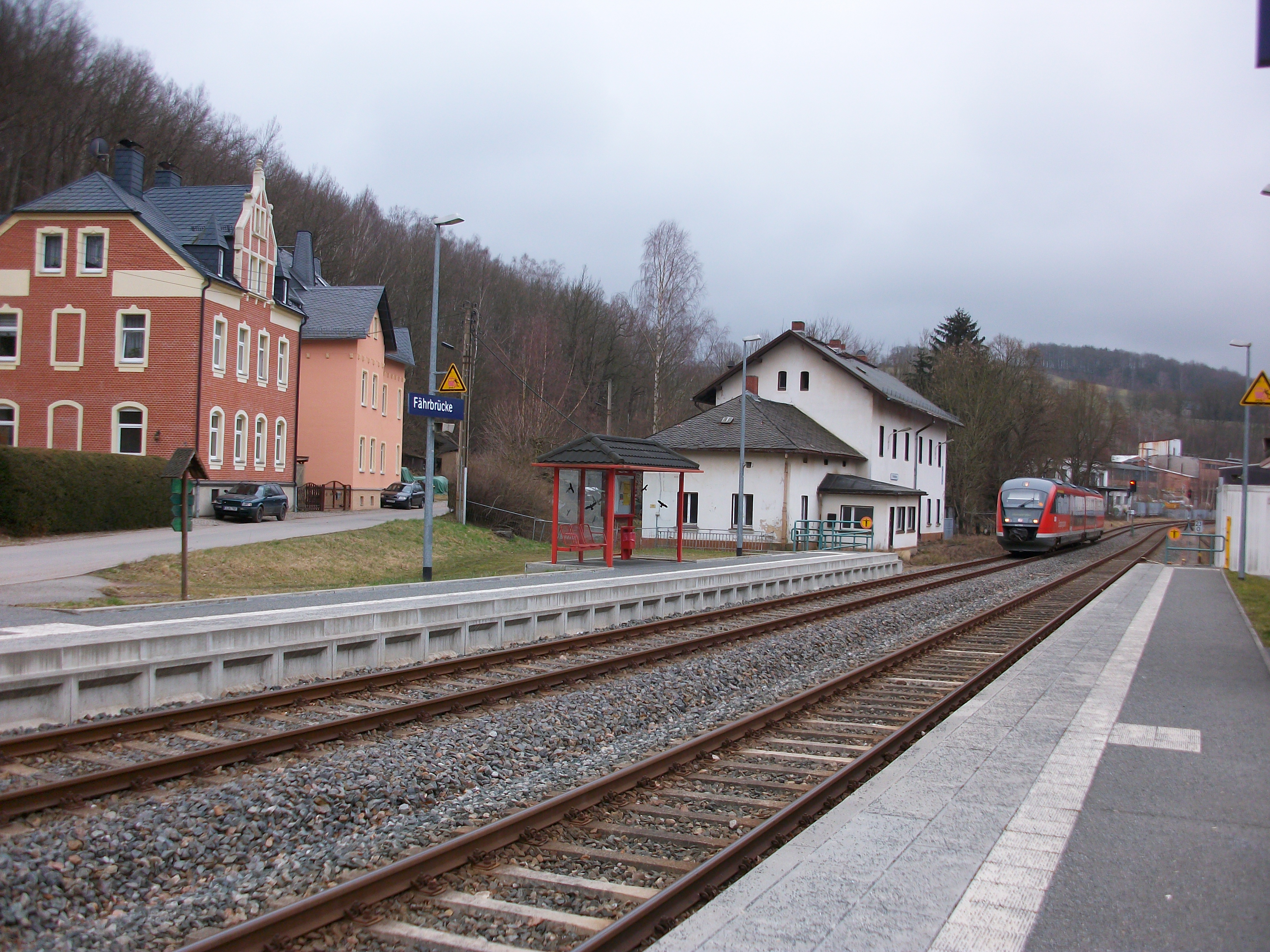
Bahnhof Fährbrücke mit Erzgebirgsbahn (2016)
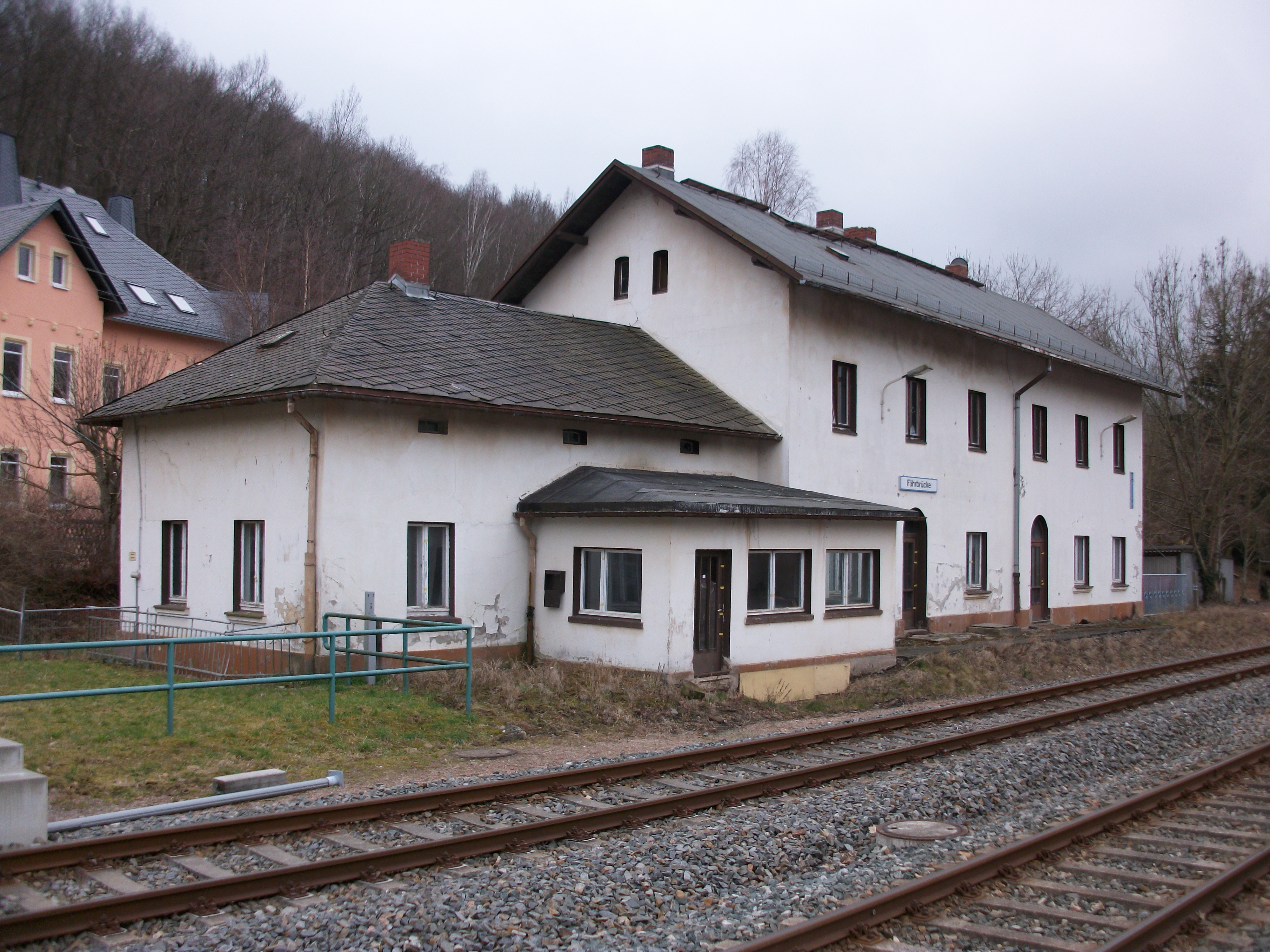
Ehem. Empfangsgebäude des Bahnhofs Fährbrücke (2016)

### Öffentliche Einrichtungen
Die Gemeindeverwaltung Langenweißbachs befindet sich im Ortsteil Langenbach. In Weißbach befindet sich eine Außenstelle.

### Bildung

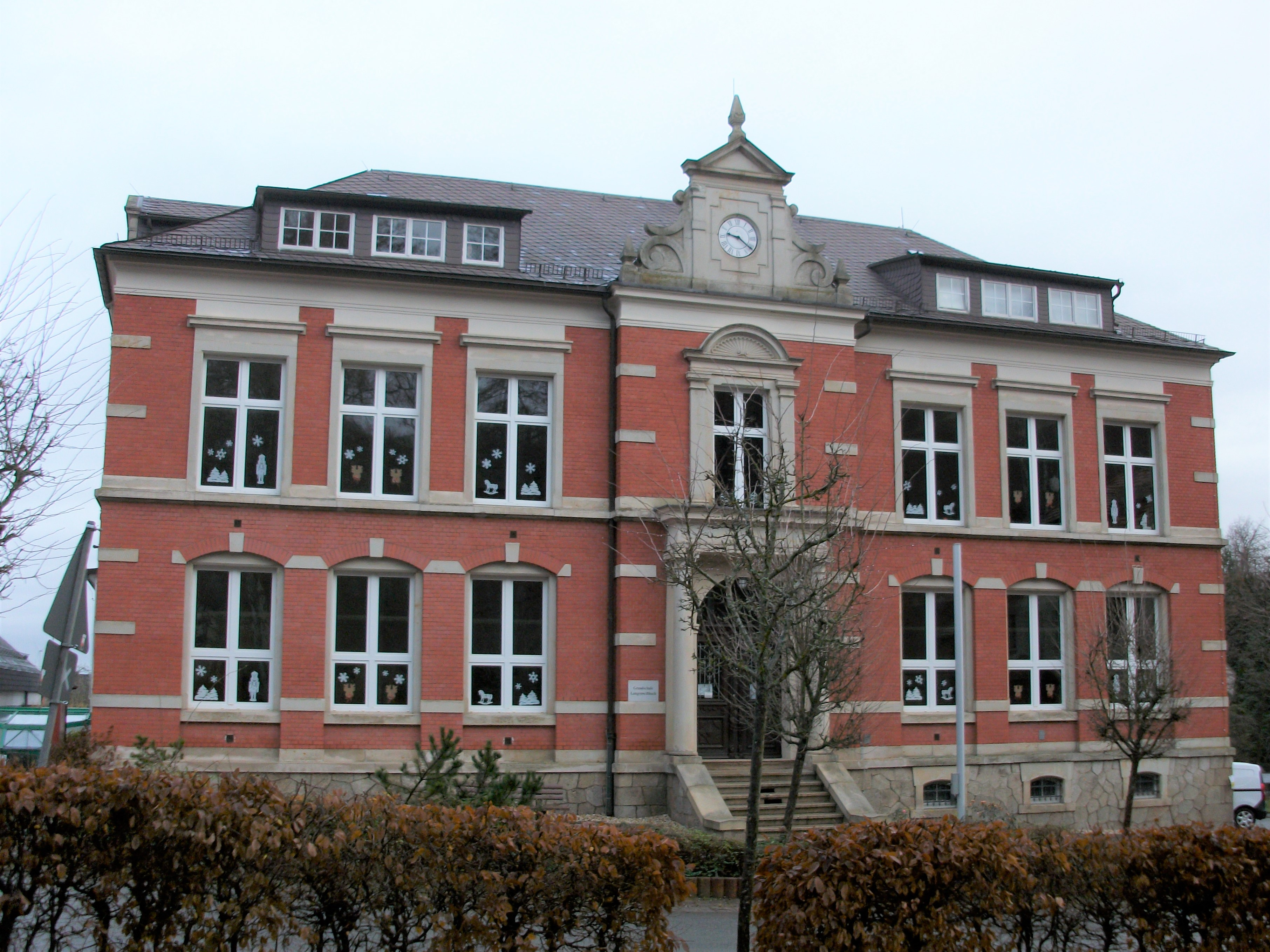
Grundschule Langenweißbach

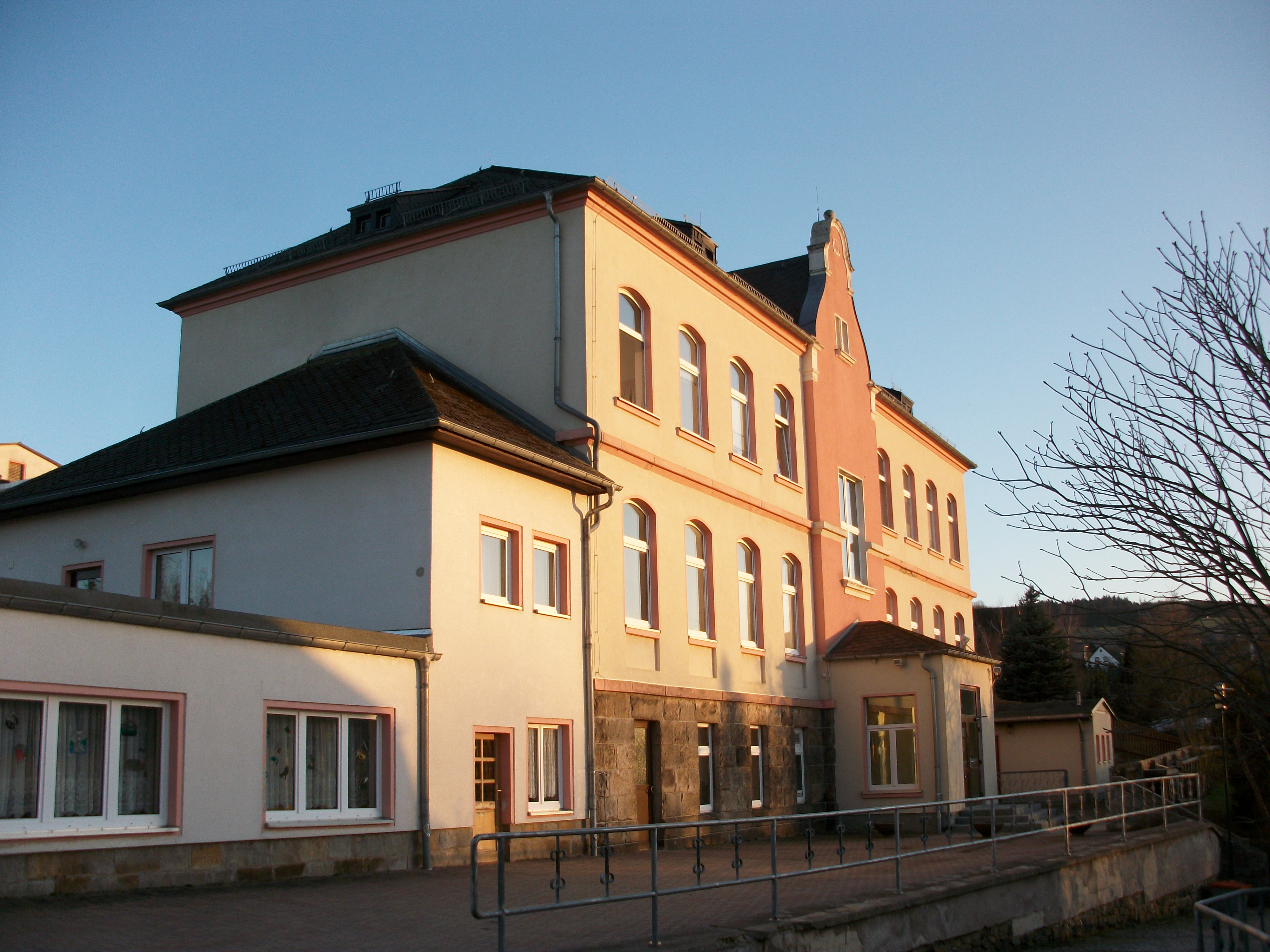
Ehemalige Schule Langenbach (FÖJ-Wohnheim)

Die gemeinsame Grundschule für alle Ortsteile befindet sich im Ortsteil Weißbach. Die ehemalige Schule in Langenbach beherbergt ein Wohnheim für Absolventen des Freiwilligen Ökologischen Jahrs.

## Persönlichkeiten
- Friedrich Wilhelm Meyer (* 1. März 1797 in Weißbach; † 6. Juni 1879 in Zwickau), Jurist und Bürgermeister von Zwickau